# Institut für Biochemie der Pflanzen
Das Institut für Biochemie der Pflanzen (IBP) war ein außeruniversitäres Forschungsinstitut in Halle (Saale), das als Akademieinstitut zur Forschungsgemeinschaft der Deutschen Akademie der Wissenschaften zu Berlin gehörte, der späteren Akademie der Wissenschaften der DDR (AdW). Es entstand 1960 durch Umwandlung der zwei Jahre zuvor in Halle eingerichteten Arbeitsstelle für Biochemie der Pflanzen in ein eigenständiges Institut. Die bauliche Fertigstellung des Instituts war 1964 abgeschlossen. Als Gründungsdirektor fungierte von 1958 bis 1968 Kurt Mothes, der zuvor bis 1957 Abteilungsleiter am Institut für Kulturpflanzenforschung in Gatersleben gewesen war. Ihm folgten bis 1989 Klaus Schreiber, von 1989 bis 1990 Klaus Müntz und von 1990 bis 1991 Benno Parthier.
Schwerpunkt der Aktivitäten am Institut war die anwendungsorientierte Erforschung pflanzlicher und synthetischer Substanzen zur Ertragssteigerung sowie zur Unkraut- und Schädlingsbekämpfung in der Landwirtschaft, und die Aufklärung von deren Wirkmechanismus. 1971 wurde das IBP Teil des neugegründeten Forschungszentrums für Molekularbiologie und Medizin der AdW. Es hatte im Sommer 1990 etwa 180 Mitarbeiter und zählte damit zu den kleineren unter den biowissenschaftlichen Instituten in der Forschungsgemeinschaft der AdW.
Als Nachfolgeeinrichtung des Instituts, das bis Ende 1991 bestand, wurde mit Beginn des Jahres 1992 das „Institut für Pflanzenbiochemie“ als Einrichtung der Blauen Liste neugegründet. Seit Mitte der 1990er Jahre trägt es den Namen Leibniz-Institut für Pflanzenbiochemie.